# Homer Defined
Homer Defined, llamado Definición de Homer en España y Homero al diccionario en Latinoamérica, es un capítulo perteneciente a la tercera temporada de la serie animada Los Simpson, emitido originalmente el 17 de octubre de 1991. El episodio fue escrito por Howard Gewirtz y dirigido por Mark Kirkland. Magic Johnson fue la estrella invitada.

## Sinopsis
Todo comienza cuando, en la Planta Nuclear, Homer está comiendo rosquillas de jalea. Una de las rosquillas escapa hacia una zona de alta concentración radiactiva, lo que provoca que la planta quede a punto de sufrir una fusión nuclear, la que destruiría toda la ciudad. Como Homer queda encerrado junto al tablero de operaciones, parece ser la única persona que podría detener la catástrofe. Sin embargo, Homer no sabe cuál es el botón que lo salvaría de la fusión; entonces, desesperado, elige un botón mediante el juego de niños "Detín, marín, dedó, pingué". Milagrosamente, pulsa el botón adecuado, y salva a toda la ciudad de la destrucción. Más tarde, comienza a ser reconocido como un héroe.
El Sr. Burns recompensa a Homer por haber salvado a la Planta Nuclear, nombrándolo "Empleado del mes", y dándole un jamón, una placa, un libro de descuentos, y el "pulgar para arriba de Burns", además de recibir una llamada del famoso baloncestista Magic Johnson. Todos comienzan a admirar a Homer, incluso Lisa, quien lo ve como un modelo a seguir, pero la conciencia lo molesta. En el fondo, Homer sabe que su "heroísmo" no era más que pura suerte. 
Más tarde, Burns le presenta a Homer a Aristóteles "Ari" Amadópoulos, el propietario de la planta nuclear de Shelbyville. Ari quiere que Homer, el héroe, dé una conferencia frente a los empleados de su planta de energía. Homer no quiere aceptar, pero Burns lo obliga a ir. 
Mientras que Homer da su discurso para motivar a los empleados, una inesperada fusión nuclear comienza a gestarse en la planta. La multitud lleva a Homer hasta el puesto de control, diciéndole que los salve a todos, como lo había hecho en Springfield. Frente a todos, Homer repite su jueguecito de "Detín, marín, dedó, pingué" ("Pito, pito, gorgorito" en España), y pulsa el botón adecuado para detener la fusión. 
A partir de ese momento, Homer es más recordado como un imbécil con suerte que como un héroe, y "hacer un Homer" se vuelve un término utilizado cuando alguien hacía algo bueno de una manera estúpida. Incluso, en los diccionarios, aparecía "hacer un Homer" junto a un pequeño retrato del personaje.
Mientras todo esto pasaba, Bart, pensando que Milhouse no había festejado su cumpleaños, le da su regalo (un walkie-talkie con la cara de Krusty, además de una tarjeta de cumpleaños obscena) a Milhouse en el autobús; para enterarse de que sí lo había festejado, pero invitó a todos sus compañeros y hasta a Otto, menos a Bart. 
Marge va a hablar con Luan. Esta le dice que Bart era un mal ejemplo, pero Marge le hace entrar en razón y Luan acepta que Milhouse sea amigo de Bart. Más tarde Marge le dice a Bart (que en ausencia de Milhouse jugaba con Maggie) que ya podía jugar con Milhouse. Bart le agradece a su madre. Cuando esta se va, saca un fusil de aire comprimido.